# Skorpeds kyrkby
Skorpeds kyrkby är kyrkbyn i Skorpeds socken i Örnsköldsviks kommun. När Stambanan genom övre Norrland tillkom 1889 lades stationen väster om kyrkbyn i orten  Storsvedja där sedan stationssamhället benämnt Skorped växte upp. Bebyggelsen i kyrkbyn har tillsammans med bebyggelsen i Mosjö som ligger just öster om kyrkbyn av SCB avgränsats till en småort, namnsatt till Mosjö och Skorped, medan stationssamhället utgör en egen småort.